# Inge Bödding
Inge Bödding (Hamburg, 29 maart 1947) is een atleet uit Duitsland.
In 1969 liep Bödding een nieuw wereldrecord op de 4 × 400 meter estafette, in een tijd van 3:33,9 in Athene.
Op de Olympische Zomerspelen van München in 1972 liep Inge Bödding de 4x400 meter estafette, waarin het West-Duitse team op de derde plaats finishte, en de bronzen medaille behaalde.
- World Athletics: 14362254